# Красное и чёрное (фильм, 1976)
«Красное и чёрное» — пятисерийный художественный фильм режиссёра Сергея Герасимова, выпущенный в 1976 году. Экранизация одноимённого романа Стендаля.

## Сюжет
Действие происходит во Франции в 1820-е годы. В доме мэра провинциального городка Де Реналя появляется новый гувернёр, Жюльен Сорель, молодой человек, полный честолюбивых планов. Между образованным и привлекательным молодым человеком и супругой хозяина дома возникает любовная связь…

### Первая серия

#### Городок Верьер
Мэр провинциального городка Верьер, де Реналь, нанимает сына плотника Жюльена Сореля в гувернёры к своим детям. Жюльен с честью проходит экзамен по латыни. Зная наизусть Святое Писание, он цитирует текст с первого слова любого стиха. Мэр Реналь выказывает неудовольствие действиями аббата Шелана и отказывает ему в приходе.

#### Маленькие происшествия
Господин де Реналь рассматривает Жюльена Сореля как удачное приобретение на зависть горожан. Сореля переодевают в чёрную пару, которая того стесняет.
Между госпожой де Реналь и Сорелем зарождаются отношения. Начинается с предложения денег втайне от супруга, заканчивается признанием Жюльена в своих чувствах и назначенным ночным свиданием.
На взаимные чувства Сореля рассчитывает и Элиза, горничная госпожи де Реналь, которая просит поспособствовать её счастью сперва — кюре, а затем и госпожу де Реналь.
Жюльен получает приглашение на обед в дом господина Валено, где поражает собравшихся цитированием Библии. Валено пытается переманить Сореля к себе на службу с существенным увеличением жалования. Имея в кармане такое предложение, Жюльен спокойно парирует упрёки де Реналя, вынуждая того увеличить ему жалование.
От своего друга (лесоторговца Фуке) Жюльен получает предложение стать компаньонами по торговому делу, однако даёт тому отказ, уповая при этом на своё призвание — служение святой церкви.

### Вторая серия
Сорель ночью проникает в спальню госпожи де Реналь, свидетелем чего становится горничная Элиза.
Заболевает сын госпожи де Реналь, Станислав-Ксавье. Вину за произошедшее она видит в своём грехе с Жюльеном.
От гувернантки Валено узнаёт подробности происходящего в доме Реналей. Госпожа де Реналь настаивает на написании анонимного письма своему мужу, благодаря которому разыгрывает настоящий спектакль перед супругом.
История любовных похождений Сореля доходит до аббата Шелана, который настаивает на отъезде Жюльена в семинарию Безансона. Первое знакомство в городе у Жюльена происходит с Амандой Бине, которой он тут же объясняется в любви.
В семинарии Жюльен попадает под начало аббата Пирара. Жюльен преуспевает в науках, за что получает низкие отметки. За свободомыслие семинаристы прозвали Жюльена Мартином Лютером.

### Третья серия
Написанный адрес Аманды Бине на игральной карте преподносят аббату Пирару в самом нелицеприятном свете. Жюльен правдоподобно объясняет происхождение адреса, за что получает от аббата назначение репетитором по Новому и Ветхому завету. Пирар отправляет Жюльена с письмом о своей отставке к епископу, который, впечатленный знаниями Сореля, дарит ему книги Тацита.

#### Париж
В Париже маркиз де ля Моль делает предложение аббату Пирару стать его секретарём. Пирар, ссылаясь на свой возраст, рекомендует на эту должность Сореля.
Перед отъездом в Париж Сорель заезжает в Верьер, где видится с аббатом Шеланом и госпожой де Реналь. Ночное свидание с последней едва не заканчивается разоблачением их тайной связи внезапно ворвавшимся в спальню господином де Реналь.
Сорель входит в дом де ля Моль. Первое замечание маркиза — внимание к грамматике: слово «это» было написано с двумя буквами «т». Жюльен шаг за шагом входит в высший свет Парижа.

#### Первые шаги
Норбер де ля Моль приглашает Жюльена на верховую прогулку, после которой тот возвращается испачкавшимся после падения с лошади.
За обеденным столом, на балах и приёмах Жюльена одолевает невероятная скука от нарочитого притворства всех участников этого «спектакля».

### Четвёртая серия
Трудолюбие и способности Жюльена вызывают симпатии маркиза, который доверяет ему самые сложные дела. Скучающая дочь маркиза, Матильда, удостаивает Жюльена своим вниманием.

#### Час ночи
Между Жюльеном и Матильдой происходит объяснение: Матильда готова стать его возлюбленной. Но наутро после проведенной вместе ночи она вновь холодна и неприступна.

### Пятая серия
Жюльен и Матильда, превозмогая свою гордость, все же отдаются порывам страсти. Матильда готова признаться в связи своему отцу.

#### Гроза
Маркиз де ля Моль получает письмо-признание от своей дочери, которая сообщает, что ждёт ребёнка и хочет выйти за Сореля замуж. Письмо вызывает настоящий гнев маркиза, он прогоняет Сореля.
Маркиз получает письмо от госпожи де Реналь, в котором та уличает Сореля в корыстных целях пребывания в почтенных домах. Жюльен стреляет в госпожу де Реналь из пистолета в церкви, после чего его заключают под стражу. В камеру к Сорелю приезжает Матильда де ля Моль, которая готова наперекор общественному мнению взяться за освобождение своего возлюбленного.

#### Суд
В своем последнем слове Жюльен бросает обвинения в лица присяжных и судей, результатом чего становится единогласный смертный приговор. От апелляции он наотрез отказывается. Пойти на этот шаг его пришла просить в тюремную камеру госпожа де Реналь.
Госпожа де Реналь умирает через три дня после казни Жюльена, Матильда де ля Моль собственноручно хоронит голову своего возлюбленного.

## Исполнители и роли
| - Николай Ерёменко мл. — Жюльен Сорель - Наталья Бондарчук — госпожа де Реналь - Леонид Марков — господин де Реналь - Дети де Реналя: - Дима Мазурковский — Адольф - Тенгиз Макацария — Филипп - Антон Калинкин — Станислав - Наталия Белохвостикова — Матильда де ля Моль - Глеб Стриженов — маркиз де ля Моль (озвучивает Зиновий Гердт все сцены, за исключением последней — эпизод с Жюльеном, после получения покаянного письма Матильды) - Татьяна Паркина — Элиза, горничная мадам де Реналь - Михаил Зимин — господин Валено - Михаил Глузский — аббат Пирар - Вацлав Дворжецкий — аббат Шелан - Владимир Щеглов — папаша Сорель - Михаил Филиппов — господин Фуке - Лариса Удовиченко — Аманда Бине, безансонская трактирщица - Леонид Оболенский — католический епископ - Игорь Старыгин — Норбер де ля Моль - Лейла Шихлинская — госпожа де Фервак - Андрей Сергеев — маркиз де Круазнуа - Сергей Малишевский — аббат де Фрилер - Андрей Юренев — граф Альтамира - Артём Карапетян — текст от автора | - Б. Андреев (2 серия) - Т. Андронова (1 серия) - Эвелина Архангельская (1 серия) - Е. Бадигина (3—5 серии) - Вадим Гусев — слуга де Моля (3—4 серии) - Евгений Данчевский — гость на балу (4 серия) - Николай Дёмин — граф де Келюс (3-4 серии) - П. Ермаков — слуга де Реналя (1 серия) - Вадим Захарченко — тюремщик - Чарита Кавригина (1 серия) - Василий Кравцов — монах (2—3 серии) - П. Кузовков — секретарь (3 серия) - Кирилл Лабутин (2 серия) - Игорь Машинский (4 серия) - Юрий Меншагин — гость на балу (4 серия) - Юрий Мочалов — молодой человек с усиками (4 серия) - С. Ошеров (1 серия) - И. Тенез (4—5 серии) - К. Швец (2 серия) - Сергей Шпаковский (1 серия) - Александр Яковлев — Клод, зять безансонской трактирщицы (2 серия) - Леонид Ярмольник — виконт де Люс (3—4 серии) |

## Съёмочная группа
- Авторы сценария:
  - Сергей Герасимов
  - Георгий Склянский
- Режиссёр-постановщик: Сергей Герасимов
- Операторы-постановщики:
  - Роман Цурцумия
  - Александр Рехвиашвили
- Художник-постановщик: Пётр Пашкевич
- Композитор: Юрий Мацкевич
- Звукооператор В. Хлобынин
- Художник по костюмам: Элеонора Маклакова
- Директор фильма: Аркадий Кушлянский

## О фильме
Передать то, что сказал Стендаль. Больше я ничего не хочу.— Сергей Герасимов, отвечая на вопросы о замысле постановки, журнал «Советский экран» № 23, декабрь 1975 года

Чувство сделало её иной, — говорит актриса. Она стремится в своём исполнении к той же раскованности, непреложности поведения, с которой ведёт свою героиню по страницам романа Стендаль.— Наталья Бондарчук о своём персонаже — мадам де Реналь, журнал «Советский экран» № 23, декабрь 1975 года